# Droit de grève au Québec
Dans la province canadienne de Québec, le droit de grève est encadré par les dispositions du Code du travail, dont notamment les articles 105 à 110.1 du Code. Le principe de base du Code du travail est que la grève est interdite, sauf quand elle est permise par le Code.

## Légalité du déclenchement d'une grève

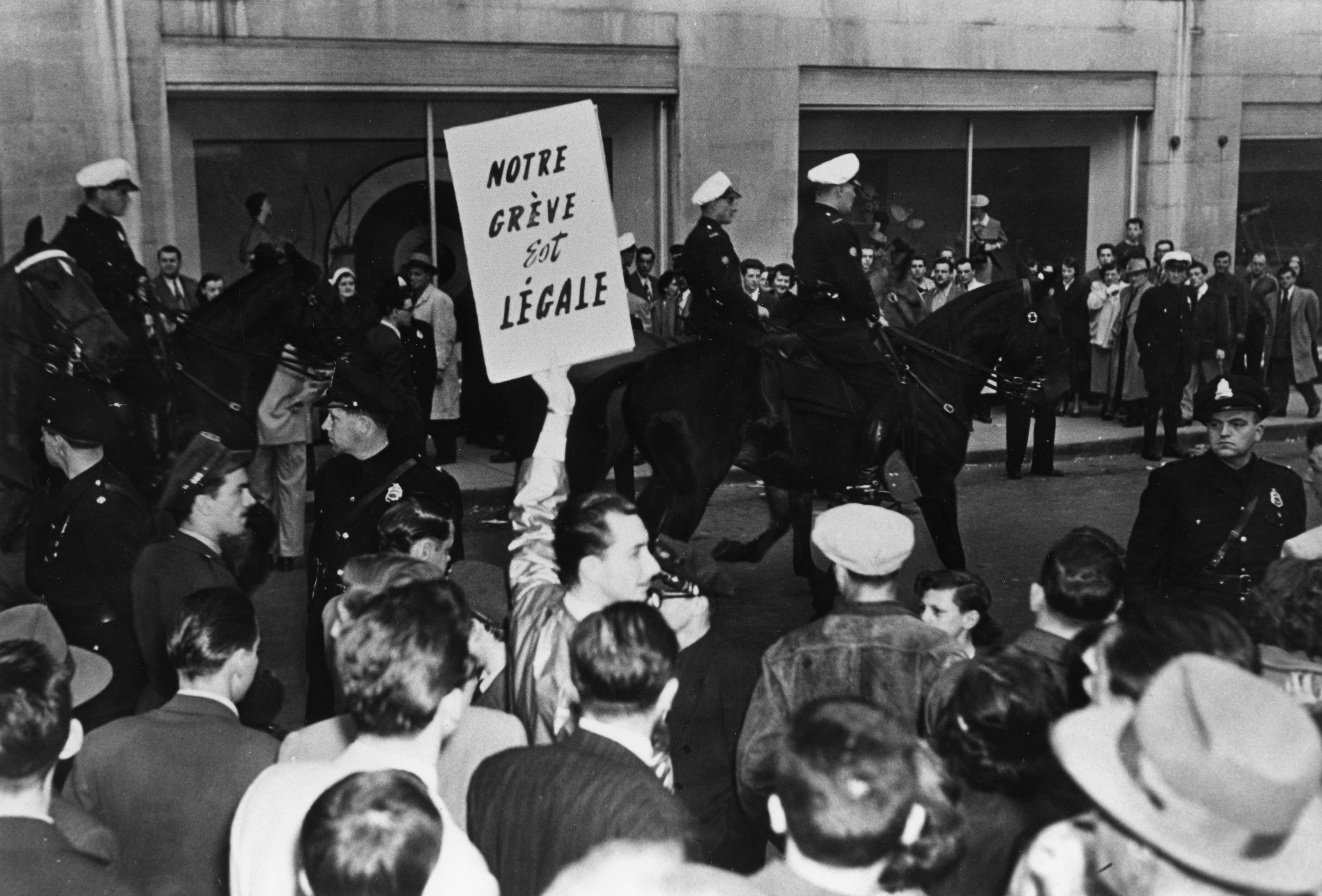
Une manifestation lors d'une grève en 1952

Pour qu'une grève soit déclenchée légalement, une association de salariés doit dans un premier temps avoir soumis une requête en accréditation (art. 22 C.t.et 25 C.t.) et être accréditée par un agent des relations de travail (art. 28 C.t.). Si l'association qui déclenche la grève n'est pas accréditée, la grève est illégale (art. 106 C.t, voir par ex. la grève de Murdochville) 
Cela dit, l'obtention de l'accréditation n'est pas le seul critère pour la légalité du déclenchement d'une grève. Une fois que l'association est accréditée, le critère principal est prévu à l'art. 58 C.t: l'écoulement du délai de 90 jours après la réception par son destinataire de l'avis de négociation de l'art. 52 C.t, à moins qu'une convention collective ne soit intervenue entre les parties entre temps.
Concrètement, il y a deux scénarios possibles pour le déclenchement d'une grève : 
- Si l'avis de l'art. 52 C.t. est un avis pour la conclusion d'une nouvelle convention collective, il peut être expédié en tout temps à compter de l'accréditation, et à défaut d'être envoyé rapidement, il est réputé avoir été reçu dans les 90 jours de l'obtention de l'accréditation[6]. Donc le moment le plus tôt pour déclencher la grève oscille entre 90 jours après l'obtention de l'accréditation et 90 jours après l'envoi de l'avis réputé dans les 90 jours suivant l'accréditation[7], soit 180 jours après l'accréditation.
- Si l'avis de l'art. 52 C.t. est un avis pour négocier un renouvellement de la convention collective, l'avis peut être envoyé dans les 90 jours précédant la négociation de la convention collective[8]. Les tribunaux considèrent que les avis envoyés 91, 92 ou 93 jours précédant l'expiration équivalent à des avis envoyés 90 jours précédant l'expiration[9]. Si aucun avis n'est reçu, l'avis est réputé avoir été envoyé le jour de l'expiration de la convention collective, d'après l'art. 52.2  al.1 C.t[10]. Donc le moment le plus tôt pour déclencher la grève oscille entre le jour de l'expiration de la convention collective et 90 jours après l'expiration de la convention collective.

Dans la computation des délais pour le déclenchement d'une grève, on tient compte qu'il s'agit d'une fenêtre d'opportunité plutôt que du temps pour faire une chose (art. 151.4 C.t.), donc si le 90e jour tombe un jour férié, on ne va pas proroger cela un 91e jour.
L'article 20.2 C.t. prévoit qu'une grève « ne peut être déclarée qu’après avoir été autorisée au scrutin secret par un vote majoritaire des membres de l’association accréditée qui sont compris dans l’unité de négociation et qui exercent leur droit de vote ». Par contre, d'après l'art. 20.4 C.t, si un vote n'est pas tenu conformément aux règles, le seul recours possible est un recours pénal par un membre de l'association accréditée compris dans l'unité de négociation (art. 148 C.t.).

## Aspect constitutionnel
Sur le plan constitutionnel, la Cour suprême du Canada a longtemps adopté une position restrictive sur la liberté d'association de l'article 2d) de la Charte canadienne des droits et libertés. En vertu d'une trilogie d'arrêts rendus en 1987, elle reconnaissait le caractère constitutionnel du droit de former des associations, mais refusait de constitutionnaliser le droit d'exercer les activités de l'association, comme le droit à la négociation collective et le droit de grève. Ces droits n'étaient protégés que par des lois statutaires. Tout cela a changé en 2015 lorsque la Cour a rendu une nouvelle trilogie d'arrêts sur la liberté d'association, par laquelle elle reconnaît un caractère constitutionnel aux droits qui découlent directement de la liberté d'association, dont le droit de grève et le droit de négocier les conditions de travail.

## Lois sur les services essentiels
En pratique toutefois, ce droit est fortement limité par les lois dites sur les services essentiels, qui interdisent la grève pour plusieurs institutions-clés et autorise le gouvernement et les tribunaux à forcer le retour au travail par des lois spéciales, notamment lors des grèves touchant le secteur de la construction.